# Cape Daly
Cape Daly är en udde i Antarktis. Den ligger i Östantarktis. Australien gör anspråk på området.
Terrängen inåt land är kuperad åt sydväst, men österut är den platt. Havet är nära Daly åt nordost. Trakten är obefolkad. Det finns inga samhällen i närheten. 